# Giuseppe Giuliano
Giuseppe Giuliano (* 28. června 1951 Neapol) je italský římskokatolický duchovní a biskup Lucery-Troia.

## Život
Narodil se 28. června 1951 v Neapoli.
Vstoupil do kněžského semináře Almo collegio Capranica v Římě. Teologické a filosofické vzdělání získal na Papežské univerzitě Gregoriana. Dne 16. května 1982 byl biskupem Guerinem Grimaldi vysvěcen na kněze a inkardinován do diecéze Nola. Stal se sekretářem biskupa Giuseppe Costanza a byl zodpovědný za pastoraci mládeže. Následující rok začal vyučovat morální teologii a roku 1984 byl jmenován ředitelem teologické školy Giovanni Duns Scoto.
V letech 1987–1994 byl rektorem diecézního semináře a v letech 1988–1991 asistentem Katolické akce. Roku 1992 byl zvolen vedoucím Vyššího institutu náboženských věd, byl stálým poradcem Italské biskupské konference a později národním asistentem Katolické akce. Od roku 2002 zastával funkci vedoucího katechetického úřadu a do biskupského jmenování sloužil řadu let ve farnosti svatého Jiří v Somma Vesuviana. Byl mu udělen titul Kaplan Jeho Svatosti.
Dne 20. října 2016 jej papež František jmenoval biskupem diecéze Lucera-Troia. Biskupské svěcení přijal 27. prosince z rukou arcibiskupa Beniamina Depalmy a spolusvětiteli byli arcibiskup Vincenzo Pelvi a biskup Pero Sudar.